# Dellwood (Minnesota)
Dellwood es una ciudad ubicada en el condado de Washington en el estado estadounidense de Minnesota. En el Censo de 2010 tenía una población de 1063 habitantes y una densidad poblacional de 146,27 personas por km².

## Geografía
Dellwood se encuentra ubicada en las coordenadas 45°5′56″N 92°58′3″O / 45.09889, -92.96750. Según la Oficina del Censo de los Estados Unidos, Dellwood tiene una superficie total de 7.27 km², de la cual 6.88 km² corresponden a tierra firme y (5.35%) 0.39 km² es agua.

## Demografía
Según el censo de 2010, había 1063 personas residiendo en Dellwood. La densidad de población era de 146,27 hab./km². De los 1063 habitantes, Dellwood estaba compuesto por el 96.71% blancos, el 0.38% eran afroamericanos, el 0.09% eran amerindios, el 1.69% eran asiáticos, el 0.09% eran isleños del Pacífico, el 0.09% eran de otras razas y el 0.94% pertenecían a dos o más razas. Del total de la población el 1.98% eran hispanos o latinos de cualquier raza.